# Jerry Granelli

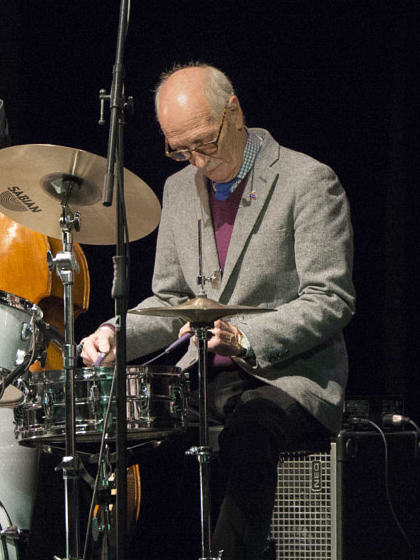
Jerry Granelli

Jerry Granelli (* 30. Dezember 1940 in San Francisco; † 20. Juli 2021 in Halifax, Nova Scotia) war ein kanadischer Jazz- und Fusion-Schlagzeuger US-amerikanischer Herkunft.

## Leben und Wirken
Granelli wuchs in San Francisco auf, wo er bei Joe Morello studierte. Er arbeitete Mitte der 1960er Jahre im Trio von Vince Guaraldi, mit dessen TV-Comic-Soundtrack A Charlie Brown Christmas (1965) er 2007 den Grammy Hall of Fame Award gewann, sowie als Begleiter des Sängers Jon Hendricks und im Trio von Denny Zeitlin. Später spielte er u. a. mit Charlie Haden und mit Ralph Towner (City of Eyes, 1990), Nana Simopoulos (Wings and Air, 1986), Charlie Mariano und Gary Peacock. Seit 1999 war der in Halifax lebende Granelli kanadischer Staatsbürger.
Neben seiner Professur an der Berliner Hochschule der Künste arbeitete Granelli zusammen mit seiner Band UFB, bestehend aus den beiden Gitarristen Kai Brückner, Christian Kögel sowie dem Bassisten Andreas Walter. Deren erstes Album News from the Street erschien Ende der 1980er Jahre auf dem „vera bra“-Label. Stil der Band ist eine Mischung aus Blues, Funk, Rock und Jazz-Improvisation. Außerdem arbeitete Granelli mit dem Spoken Word- und Performance-Künstler Rinde Eckert zusammen und war als Sideman an Plattenaufnahmen von Jane Ira Bloom (Art and Aviation, 1992) sowie von Lee Konitz (Haiku, 1994) beteiligt. Im Jahr 2000 begleitete er die Sängerin Jay Clayton auf ihrem Album Brooklyn 2000. Im Bereich des Jazz war er laut Tom Lord zwischen 1961 und 2019 an 65 Aufnahmesessions beteiligt.
Granelli, dessen Karriere sich über 60 Jahre erstreckte und mit den Vorbereitungen einer weiteren Tournee durch Kanada und Europa beschäftigt war, erlitt kurz vor seinem 80. Geburtstag im Dezember 2020 eine fast tödliche innere Blutung. Nachdem er sich davon wieder erholt hatte, starb er plötzlich und unerwartet im Juli 2021.

## Diskographische Hinweise
Als Leader
- 1986 – Jay Clayton / Jerry Granell: Sound Songs (JMT)
- 1992 – A Song I Thought I Heard Buddy Sing (ITM Records)
- 1993 – Another Place (VeraBra Records)
- 1996 – Broken Circle (Songline/Tonefield) mit Kai Brückner, Christian Kögel
- 1997 – Enter a Dragon (Songlines)
- 1998 – Crowd Theory (Songlines)
- 1999 – Music Has Its Way wirh me (Traumton Records) mit Christian Kögel
- 2011 – Let Go (Plunge Records)
- 2017 – Dance Hall (Just a Memory)
- 2019 – Old City – New Voices
- 2020 – Plays Vince Guaraldi & Mose Allison (RareNoise Records)
- 2020 – Jay Clayton / Jerry Granell: Alone Together (Sunnyside Records)

Als Sideman
- Jon Hendricks: In Person at the Trident (Verve Records, 1964)
- Charlie Mariano: Mariano & Friends (Intuition)

## Lexikalischer Eintrag
- Richard Cook, Brian Morton: The Penguin Guide to Jazz on CD, LP and Cassette. 2. Auflage. Penguin, London 1994, ISBN 0-14-017949-6.